# Tomoaki Sano
Tomoaki Sano (født 14. april 1968) er en tidligere japansk fodboldspiller.
Han har spillet for flere forskellige klubber i sin karriere, herunder Nagoya Grampus Eight og Avispa Fukuoka.